# ワライガエル
ワライガエル（Rana ridibunda）は、アカガエル科アカガエル属に分類されるカエル。

## 分布
フランスから中華人民共和国（新疆ウイグル自治区）、アフガニスタン、パキスタンにかけて

## 形態
最大体長17cm。体色は緑色や緑褐色で、背面には黒い斑紋が入る。

## 分類
本種とコガタガエルは交雑し、種間雑種（ヨーロッパトノサマガエル）を形成する。ヨーロッパトノサマガエルは本種もしくはコガタガエルと繁殖する雑種発生を行う。

## 生態
水生植物の繁茂する湖、池沼、河川などに生息する。和名は鳴き声が人間の笑い声のように聞こえることが由来。
食性は動物食で、昆虫類、陸棲の貝類、カエル、爬虫類（トカゲやヘビ）などを食べる。

## 人間との関係
生息地では食用とされることもある。